# Baculigerus littoris
Genre
Espèce
Baculigerus littoris, unique représentant du genre Baculigerus, est une espèce d'opilions laniatores de la famille des Escadabiidae.

## Distribution
Cette espèce est endémique de Bahia au Brésil. Elle se rencontre vers Salvador et Maracás.

## Publication originale
- Soares, 1979 : « Opera Opiliologica Varia X (Opiliones, Phalangodidae). » Revista Brasileira de Biologia, vol. 39, no 1, p. 161–167.